# Kampsville
Kampsville es una villa ubicada en el condado de Calhoun en el estado estadounidense de Illinois. En el Censo de 2010 tenía una población de 328 habitantes y una densidad poblacional de 102,13 personas por km².

## Geografía
Kampsville se encuentra ubicada en las coordenadas 39°17′50″N 90°36′47″O / 39.29722, -90.61306. Según la Oficina del Censo de los Estados Unidos, Kampsville tiene una superficie total de 3.21 km², de la cual 2.64 km² corresponden a tierra firme y (17.74%) 0.57 km² es agua.

## Demografía
Según el censo de 2010, había 328 personas residiendo en Kampsville. La densidad de población era de 102,13 hab./km². De los 328 habitantes, Kampsville estaba compuesto por el 99.39% blancos, el 0% eran afroamericanos, el 0% eran amerindios, el 0.61% eran asiáticos, el 0% eran isleños del Pacífico, el 0% eran de otras razas y el 0% pertenecían a dos o más razas. Del total de la población el 0.3% eran hispanos o latinos de cualquier raza.